# Ácido graxo essencial
Os ácidos graxos essenciais (português brasileiro) ou ácidos gordos essenciais (português europeu) são os ácidos graxos que não são produzidos bioquimicamente pelos seres humanos e devem ser adquiridos da dieta. O termo "àcido graxo essencial" refere-se aos ácidos graxos necessários aos processos biológicos e não à aqueles que funcionam como fonte de energia.
Compreendem duas famílias: os ómega 3 e os ômega 6. Inicialmente, após a descoberta em 1923 do fato de que se tratavam de nutrientes essenciais, foram designados por vitamina F. Em 1930 Burr e Miller mostraram que eram mais bem classificados como gorduras do que como vitaminas.

## Funções
Os efeitos biológicos dos ácidos graxos ω-3 e ω-6 são mediados por suas interações mútuas.
No corpo, ácidos graxos essenciais servem à múltiplas funções. Em cada uma delas, o equilíbrio da dieta entre ω-3 e ω-6 afeta fortemente a função.
- Eles são modificados para fazer
  - a clássica eicosanoides (afetando inflamação e diversas outras funções celulares)
  - os endocanabinoides (afetando humor, comportamento e inflamação)
  - as lipoxinas que são um grupo de eicosanoids derivativas formadas através do caminho da lipo-oxigenase dos ω-3 e ω-6 (na presença de ácido acetilsalicílico, diminuindo a inflamação)
- Eles formam tecidos adiposos (influenciando a sinalização celular)[2]
- Eles agem no DNA (ativando ou inibindo a transcrição de fatores)[3]